# Чакырский наслег (Чурапчинский улус)
Чакырский наслег — сельское поселение в Чурапчинском улусе Якутии Российской Федерации.
Административный центр — село Толон.

## История
Статус и границы сельского поселения установлены Законом Республики Саха (Якутия) от 30 ноября 2004 года № 173-З № 353-III «Об установлении границ и о наделении статусом городского и сельского поселений муниципальных образований Республики Саха (Якутия)»

## Население
| 2002 | 2010 | 2011 | 2012 | 2013 | 2014 | 2015 |
| ---- | ---- | ---- | ---- | ---- | ---- | ---- |
| 559  | ↗598 | →598 | ↘596 | ↗598 | ↘587 | ↗599 |
| 2016 | 2017 | 2018 | 2019 | 2020 | 2021 |      |
| ↘592 | ↗593 | →593 | ↘575 | ↗577 | →577 |      |

## Состав сельского поселения
| № | Населённый пункт | Тип населённого пункта       | Население |
| - | ---------------- | ---------------------------- | --------- |
| 1 | Толон            | село, административный центр | →577      |